# Brigitte Giraud
Pour les articles homonymes, voir Giraud.
Brigitte Giraud, née en 1960 à Sidi Bel Abbès en Algérie française, est une écrivaine française, auteure de romans et de nouvelles. Elle reçoit le prix Goncourt 2022 pour son récit Vivre vite.

## Biographie
Née en 1960,, Brigitte Giraud grandit à Rillieux-la-Pape avant de s’installer à Lyon.
Libraire, journaliste, elle écrit et commence à publier à la fin des années 1990. Elle reçoit en 2001 la mention spéciale du prix Wepler pour À présent. Elle est lauréate du prix Goncourt de la nouvelle en 2007 pour son recueil L'amour est très surestimé, puis du prix Jean-Giono pour Une année étrangère en 2009. Ses livres sont traduits dans une vingtaine de pays.
Son roman Pas d'inquiétude fait l'objet d'une adaptation par France 2 (diffusée en 2014), réalisée par Thierry Binisti, avec Isabelle Carré et Grégory Fitoussi dans les rôles principaux. 
Son roman publié en 2015 Nous serons des héros est mis en espace par le comédien Hippolyte Girardot et le musicien Bastien Lallemant.
Elle est l'auteure d'une pièce de théâtre, Le jour où Maud a sauté, publiée dans le recueil Scandale aux éditions L'avant-scène théâtre en 2016, et jouée au théâtre des Mathurins, à Paris, en janvier 2017, dans le cadre du « Paris des femmes ».
De 2010 à 2016, elle dirige la collection de littérature « La Forêt » aux éditions Stock, où elle publie Fabio Viscogliosi, Dominique A, Sébastien Berlendis, Mona Thomas, Carole Allamand, Karin Serres, Anne Savelli, Lionel Tran ou Denis Michelis.
Son roman Un loup pour l'homme sort chez Flammarion en 2017 et fait l'objet d'une lecture musicale avec les musiciens Bastien Lallemant et Sébastien Souchois. Il est en cours d'adaptation au cinéma.
Le 3 novembre 2022, elle obtient le prix Goncourt 2022, avec son récit Vivre vite, qui revient sur l'accident de moto qui a emporté son mari, en 1999, à l’âge de 41 ans. Elle est la treizième femme à recevoir ce prix en cent vingt ans (depuis 1903). Elle est sacrée au quatorzième tour du scrutin, du fait d'une confrontation disputée avec l'ouvrage très différent de Giuliano da Empoli Le Mage du Kremlin.
Elle dénonce avec d'autres écrivains dans une tribune en mai 2025 le « génocide » de la population à Gaza et demande « un cessez-le-feu immédiat ».

### Décoration
- Officière de l'ordre des Arts et des Lettres (16 janvier 2014)[10]
- Chevalière de la Légion d'honneur (14 juillet 2023)

## Œuvres

### Romans
- La Chambre des parents, Paris, Fayard, 1997.
- Nico, Paris, Stock, 1999.
- Marée noire, Paris, Stock, 2004[11]
- J’apprends, Paris, Stock, 2005[12]
- Après l'amour, Paris, 2007[13]
- Une année étrangère, Paris, Stock, 2009[14]  — Prix du jury Jean-Giono 2009
- Pas d’inquiétude, Paris, Stock, 2011.
- Avoir un corps, Paris, Stock, 2013.
- Nous serons des héros, Paris, coll. « Stock », 2015.
- Un loup pour l'homme, Paris, Flammarion, 2017[15]
- Jour de courage, Paris, Flammarion, 2019, 160 p. (ISBN 978-2-0814-6977-8).
- Porté disparu, Paris, l'École des loisirs, 2022, 168 p. (ISBN 978-2-2113-1913-3).

### Récits
- À présent, Stock, 2001  — « Mention spéciale » du prix Wepler 2001
- Vivre vite, Flammarion, 2022, 208 p.  (ISBN 9782080207340)  — Prix Goncourt 2022

### Nouvelles

#### Recueils
- L’amour est très surestimé, Stock, 2007 (ISBN 9782234059252).  —  Prix Goncourt de la nouvelle 2007
- Avec les garçons, suivi de Le Garçon, Paris, J'ai lu, 2010 (ISBN 9782290027325).

#### Participation et collaborations
- « Bowling » in Tout sera comme avant, collectif, Verticales, 2004  (ISBN 2-84335-198-7) – d'après l'album homonyme de Dominique A
- Une nouvelle dans Dix ans sous la Bleue, collectif, Éditions Stock, 2004
- « Beau repaire », collectif avec Jacques Higelin, Sony Music 2013
- « Bienvenue ! 34 auteurs pour les réfugiés », collectif, éditions Point Seuil 2015
- « Se brûler sur ta lampe » in Vacances à Véga, journal de l'enregistrement de La maison haute, album de Bastien Lallemant, Zamora records 2015

## Lectures musicales
Elle a notamment créé :
- en 2008, une lecture musicale de Avec les garçons, avec le musicien Fabio Viscogliosi ;
- en 2011, la lecture dansée BG/BG Parce que je suis une fille, avec la chorégraphe Bernadette Gaillard ;
- en 2014, une lecture musicale, L'Amour ping-pong, avec le musicien Albin de la Simone.
- en 2017, lecture musicale avec Bastien Lallemant, Un loup pour l'homme.
- en 2018, lecture musicale en hommage à Rachid Taha, avec le guitariste Christophe Langlade

## Prix et sélections

### Récompenses
- Prix des étudiants 1997 pour La Chambre des parents[1]
- Mention spéciale du prix Wepler 2001 pour À présent
- Prix Goncourt de la nouvelle 2007 pour L’amour est très surestimé
- Prix du jury Jean-Giono 2009 pour Une année étrangère
- Prix Goncourt 2022 pour son récit Vivre vite[6]

### Sélections
- Sélection prix Femina 2001 pour À présent
- Sélection prix du Livre Inter 2001 pour À présent
- Sélection prix du Livre Inter 2004 pour Marée noire
- Finaliste du prix Fémina 2009 pour Une année étrangère
- Finaliste du prix Medicis 2011 pour Pas d’inquiétude
- Sélection prix Femina 2013 pour Avoir un corps
- Finaliste du prix Fémina 2015 pour Nous serons des héros
- Finaliste du prix Goncourt des lycéens 2017[17] pour Un loup pour l'homme
- Sélection prix Goncourt 2017 pour Un loup pour l'homme
- Sélection prix Femina 2017 pour Un loup pour l'homme
- Sélection prix Médicis 2017 pour Un loup pour l'homme
- Sélection Prix du style 2017 pour Un loup pour l'homme
- Sélection prix des Deux Magots 2017 pour Un loup pour l'homme
- Finaliste du prix de l'Académie française 2019 pour Jour de courage
- Finaliste du prix Médicis 2019 pour Jour de courage